# 石井英之助 (農林官僚)
石井 英之助（いしい えいのすけ、1900年（明治33年）1月16日 - 1974年（昭和49年）3月7日）は、日本の農林官僚。官選群馬県知事。

## 経歴
東京府出身。石井万次郎の長男として生まれる。東京府立一中、第二高等学校を卒業。1923年、東京帝国大学経済学部を卒業。同年12月、文官高等試験行政科試験に合格。 農商務省に入省し山林局に配属された。
以後、畜産局畜政課長、同馬事課長、馬政局競馬監査課長、同肥料課長、大臣官房文書課長、蚕糸局長、農政局長、東亜農業研究所理事などを歴任。
1944年2月、群馬県知事に就任。戦時下の対応に尽力。1945年4月に知事を退任。食糧管理局長官に就任し、同年8月まで在任。同年に退官し、その後、公職追放となった。
その後、全国販売農協連合会長、米価審議会委員、日本農業研究所理事長、国際食糧農業協会長などを務めた。